# Тітанік (Оклахома)
Тітанік (англ. Titanic) — переписна місцевість (CDP) в США, в окрузі Адер штату Оклахома. Населення — 259 осіб (2020).

## Географія
Тітанік розташований за координатами 35°53′26″ пн. ш. 94°44′27″ зх. д. / 35.89056° пн. ш. 94.74083° зх. д. (35.890671, -94.740722).  За даними Бюро перепису населення США в 2010 році переписна місцевість мала площу 13,92 км², з яких 13,82 км² — суходіл та 0,10 км² — водойми.

## Демографія
Згідно з переписом 2010 року, у переписній місцевості мешкало 356 осіб у 122 домогосподарствах у складі 102 родин. Густота населення становила 26 осіб/км².  Було 141 помешкання (10/км²).
Расовий склад населення:
| - 41,6 % — корінних американців - 41,3 % — білих - 0,3 % — чорних або афроамериканців - 2,5 % — осіб інших рас |

До двох чи більше рас належало 14,3 %. Частка іспаномовних становила 6,5 % від усіх жителів.
За віковим діапазоном населення розподілялося таким чином: 29,8 % — особи молодші 18 років, 61,2 % — особи у віці 18—64 років, 9,0 % — особи у віці 65 років та старші. Медіана віку мешканця становила 32,0 року. На 100 осіб жіночої статі у переписній місцевості припадало 97,8 чоловіків;  на 100 жінок у віці від 18 років та старших — 93,8 чоловіків також старших 18 років.
Середній дохід на одне домашнє господарство  становив 50 147 доларів США (медіана — 28 889), а середній дохід на одну сім'ю — 58 973 долари (медіана — 38 000). За межею бідності перебувало 24,2 % осіб, у тому числі 36,5 % дітей у віці до 18 років та 9,1 % осіб у віці 65 років та старших.
Цивільне працевлаштоване населення становило 120 осіб. Основні галузі зайнятості: освіта, охорона здоров'я та соціальна допомога — 27,5 %, роздрібна торгівля — 20,0 %, виробництво — 20,0 %.